# Thomas Willing
Thomas Willing (19. prosince 1731 Filadelfie, Pensylvánie – 19. ledna 1821 Filadelfie, Pensylvánie) byl americký obchodník, delegát kontinentálního kongresu za Pensylvánii a první prezident First Bank of the United States (První banky Spojených států).

## Životopis
Thomas Willing se narodil ve Filadelfii. Jeho otcem byl Charles Willing (1710–1754), který byl dvakrát zvolen starostou města Filadelfie. Jeho matka byla Anne Shippen, vnučka Edwarda Shippena, který byl druhým starostou Filadelfie. Thomasův bratr James Willing byl filadelfským obchodníkem, jenž byl později delegován do kontinentálního kongresu a v roce 1778 vedl vojenskou výpravu do Natchezu ve státě Mississippi, který byl v držení britských loajalistů. Thomas dokončil přípravná studia v anglickém Bathu a poté studoval právo v Londýně v Inner Temple.
V roce 1749 se vrátil do Filadelfie, kde se společně Robertem Morrisem angažoval v obchodování, včetně obchodu s otroky, a to až do roku 1793.

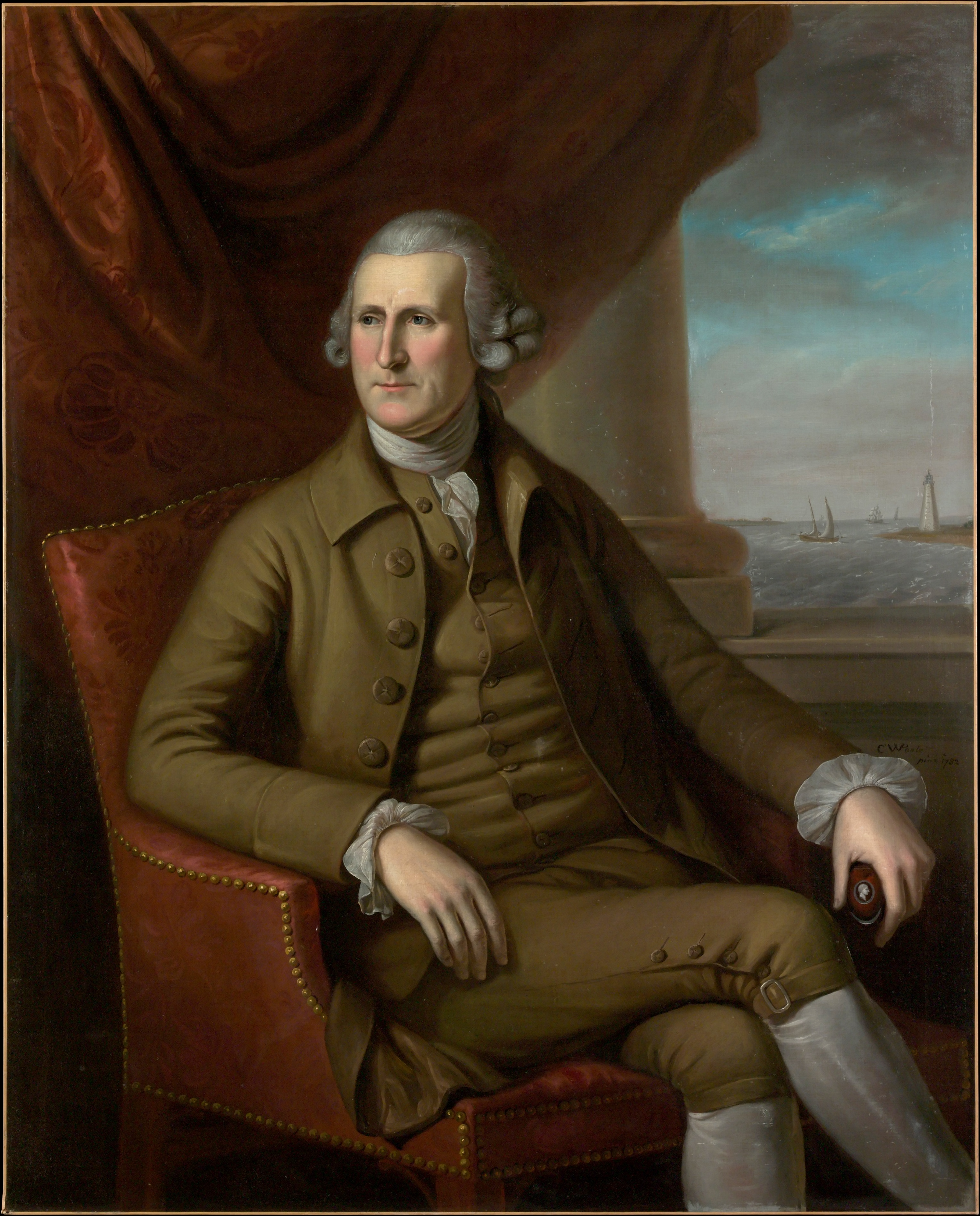
Portrét Thomase Willinga, Charles Willson Peale

## Politická kariéra
V roce 1755 se stal členem obecní rady, v roce 1759 byl zvolen radním, 2. října 1759 se stal přísedícím městského soudu a poté 28. února 1761 se stal smírčím soudcem, v roce 1763 pak starostou Filadelfie. V roce 1767 na Pennsylvania Assembly (Valné shromáždění) se souhlasem guvernéra Thomase Penna pracoval u soudů Nisi Prius. Když guvernér Penn měl jmenovat dva nové soudce Nejvyššího soudu, jmenoval Johna Lawrence a Thomase Willinga. Pracoval zde až do roku 1767, jako poslední soudce pod koloniální vládou.:s.52
V roce 1774 byl členem Committee of correspondence – výboru pro korespondenci – a v roce 1775 byl členem Committee of safety – výboru pro bezpečnost, působil v koloniálním House of representatives. Jako člen kontinentálního kongresu v letech 1775 a 1776 hlasoval proti Deklaraci nezávislosti. Nicméně později věnoval 5 000 liber šterlingů na podporu revoluce.

### Po revoluci
Po válce se stal prezidentem Bank of North America (1781–1991), a poté prvním prezidentem Bank of United States v letech 1791 až 1807. V srpnu 1807 utrpěl lehkou mrtvici. V listopadu 1807 odstoupil ze zdravotních důvodů z funkce prezidenta banky.:s.189